# Qingliangang-Kultur
Die Qingliangang-Kultur (chinesisch 青莲岗文化, Pinyin Qīngliángǎng Wénhuà, englisch Qingliangang Culture) war eine neolithische Kultur in China. Die namensgebende Qingliangang-Stätte wurde 1951 bei Huai’an, Provinz Jiangsu, entdeckt. Sie war hauptsächlich an den Unterläufen der Flüsse Jangtsekiang und des Huai He verbreitet. Sie wird auf 5400–4400 v. Chr. datiert.
Ihre Töpfereierzeugnisse waren hauptsächlich rote Keramik, daneben gab es graue und schwarze. Weit verbreitet sind Gefäße mit drei Füßen und solche mit Ringfüssen. An Steingeräten gibt es Dechsel (bēn 锛), Axt (fǔ 斧), Hacke (chú 锄), Messer (dāo 刀), Spinnwirtel (fǎnglún) 纺轮 usw. Das Wirtschaftsleben bestand hauptsächlich aus Landwirtschaft, aber auch Fischfang, Jagd und Sammeln wurden praktiziert. Zwischen den Überresten der Kulturen des südlichen und nördlichen Jangtsekiang-Ufers gibt es beträchtliche Unterschiede, gewöhnlich werden diejenige nördlich des Jangtsekiang der Dawenkou-Kultur zugerechnet, die südlich davon der Majiabang-Kultur.

## Nachschlagewerke
- Cihai. Shanghai: Shanghai cishu chubanshe 2002; ISBN 7-5326-0839-5
- Zhongguo da baike quanshu: Kaoguxue [Große chinesische Enzyklopädie: Band Archäologie]. Beijing: Zhongguo da baike quanshu chubanshe, 1986 (Online)